# Pha lê

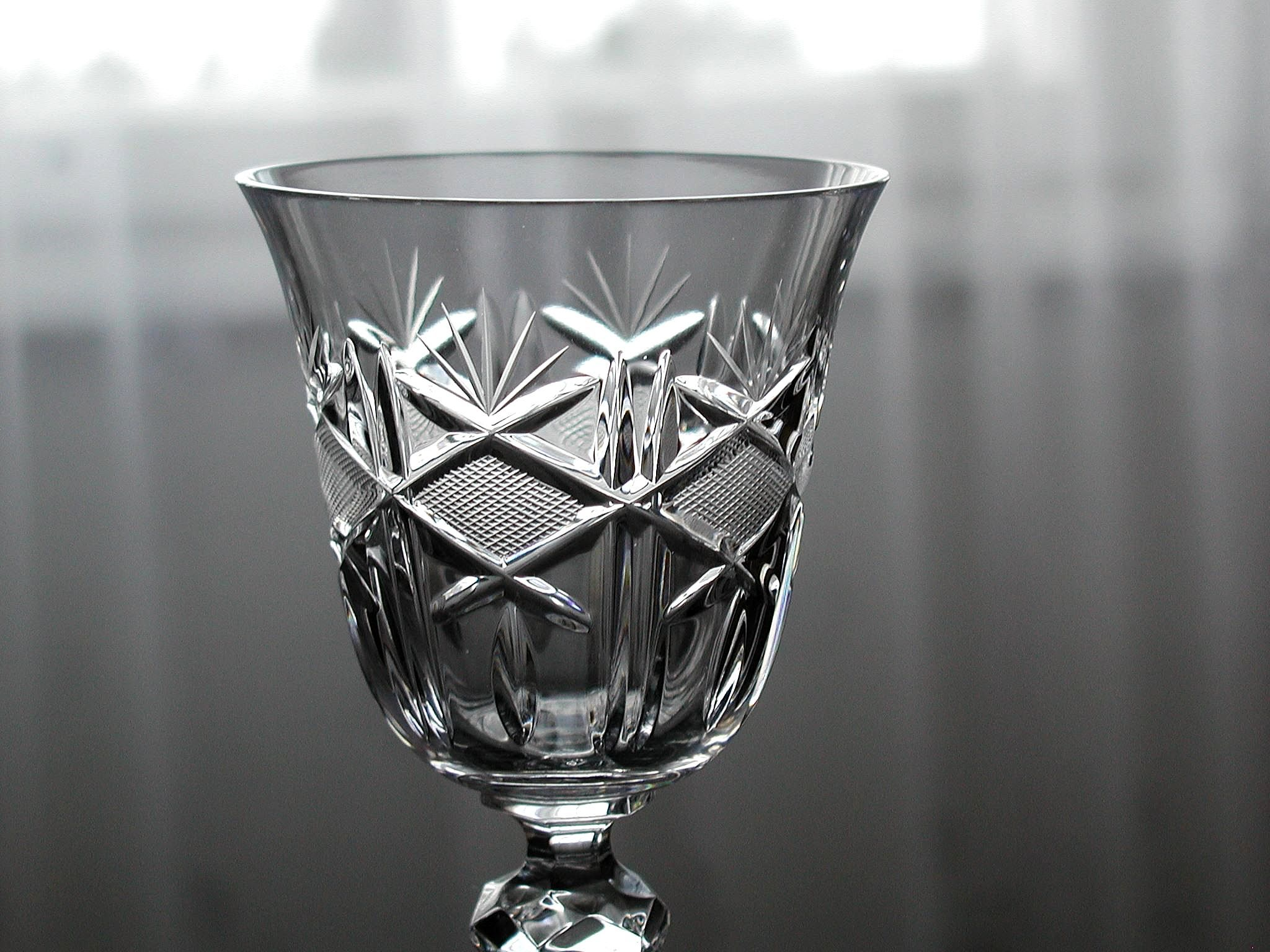
Một chiếc cốc thủy tinh pha lê

Pha lê, thường được gọi là thủy tinh chì, là một loại thủy tinh trong đó chì thay thế hàm lượng calci trong một cốc thủy tinh kali thông thường. Thủy tinh chì thường chứa 18 ox40% (tính theo trọng lượng) chì (II) oxide (PbO), trong khi tinh thể chì hiện đại, trong lịch sử còn được gọi là thủy tinh đá do nguồn silica ban đầu, chứa tối thiểu 24% PbO. Pha lê được ưa chuộng  do tính chất trang trí của nó.
Được phát hiện bởi người Anh George Ravenscroft vào năm 1674, kỹ thuật thêm oxide chì (với số lượng từ 10 đến 30%) đã cải thiện sự xuất hiện của thủy tinh và làm cho nó dễ dàng hơn khi sử dụng than biển làm nhiên liệu lò.
Thuật ngữ tinh thể chì, theo kỹ thuật, không phải là một thuật ngữ chính xác để mô tả thủy tinh chì, vì là một chất rắn vô định hình, thủy tinh chì thiếu cấu trúc tinh thể. Việc sử dụng thuật ngữ pha lê chì vẫn phổ biến vì lý do lịch sử và thương mại. Nó được giữ lại từ chữ cristallo của người Venice để mô tả viên pha lê đá được bắt chước bởi thợ làm thủy tinh Murano. Quy ước đặt tên này đã được duy trì cho đến ngày nay để mô tả các sản phẩm rỗng trang trí.
Đồ thủy tinh pha lê chì trước đây được sử dụng để lưu trữ và phục vụ đồ uống, nhưng do ngộ độc chì, điều này đã trở nên hiếm gặp. Một vật liệu thay thế là thủy tinh pha lê, trong đó oxide bari, oxide kẽm hoặc oxide kali được sử dụng thay cho oxide chì. Tinh thể không chì có chỉ số khúc xạ tương tự tinh thể chì, nhưng nó nhẹ hơn và nó có sức phân tán ít hơn.
Tại Liên minh Châu Âu, việc ghi nhãn sản phẩm "pha lê" được quy định bởi Chỉ thị của Hội đồng 69/493 / EEC, quy định bốn loại, tùy thuộc vào thành phần hóa học và tính chất của vật liệu. Chỉ các sản phẩm thủy tinh chứa ít nhất 24% oxide chì mới có thể được gọi là "tinh thể chì". Các sản phẩm có ít oxide chì, hoặc các sản phẩm thủy tinh có các oxide kim loại khác được sử dụng thay cho oxide chì, phải được dán nhãn "tinh thể" hoặc "thủy tinh pha lê".

## Tính chất
Việc bổ sung oxide chì vào thủy tinh làm tăng chỉ số khúc xạ của nó và làm giảm nhiệt độ làm việc và độ nhớt của nó. Các tính chất quang học hấp dẫn của thủy tinh chì là do hàm lượng cao của chì kim loại nặng. Số lượng nguyên tử chì cao cũng làm tăng mật độ của vật liệu, vì chì có trọng lượng nguyên tử rất cao là 207,2, so với 40,08 đối với calci. Mật độ của ly soda là 2,4g/cm³ hoặc thấp hơn, trong khi tinh thể chì điển hình có mật độ khoảng 3,1g/cm³  và kính chì cao có thể trên 4,0g/cm³ hoặc thậm chí lên tới 5,9g/cm³ 
Sự sáng chói của tinh thể chì phụ thuộc vào chỉ số khúc xạ cao gây ra bởi hàm lượng chì. Thủy tinh thông thường có chiết suất n = 1,5, trong khi việc bổ sung chì tạo ra phạm vi lên tới 1,7  hoặc 1,8. Chỉ số khúc xạ tăng cao này cũng tương quan với độ tán sắc tăng, đo mức độ mà môi trường phân tách ánh sáng thành quang phổ thành phần của nó, như trong lăng kính. Kỹ thuật cắt pha lê khai thác các tính chất này để tạo ra hiệu ứng lấp lánh rực rỡ khi mỗi khía cạnh cắt phản xạ và truyền ánh sáng qua vật thể. Chỉ số khúc xạ cao rất hữu ích cho việc chế tạo ống kính, vì có thể đạt được độ dài tiêu cự nhất định với ống kính mỏng hơn. Tuy nhiên, độ phân tán phải được hiệu chỉnh bởi các thành phần khác của hệ thống thấu kính nếu nó bị mờ.
Việc bổ sung oxide chì vào thủy tinh kali cũng làm giảm độ nhớt của nó, khiến nó lỏng hơn thủy tinh soda thông thường trên nhiệt độ làm mềm (khoảng 600 °C hay 1.112 °F), với điểm làm việc là 800 °C (1.470 °F). Độ nhớt của thủy tinh thay đổi hoàn toàn theo nhiệt độ, nhưng thủy tinh chì nhỏ hơn khoảng 100 lần so với kính soda thông thường trong phạm vi nhiệt độ làm việc (lên tới 1.100 °C hay 2.010 °F). Từ quan điểm của thợ làm kính, điều này dẫn đến hai sự phát triển thực tế. Đầu tiên, thủy tinh chì có thể được chế tạo ở nhiệt độ thấp hơn, dẫn đến việc sử dụng nó trong việc tráng men, và thứ hai, các mạch rõ ràng có thể được làm sạch khỏi bọt khí bị kẹt với độ khó thấp hơn đáng kể so với kính thông thường, cho phép chế tạo các vật thể hoàn hảo, rõ ràng.
Khi gõ, pha lê chì tạo ra âm thanh vang lên, không giống như kính thông thường. Người tiêu dùng vẫn dựa vào đặc tính này để phân biệt với kính rẻ hơn. Vì các ion kali liên kết chặt chẽ hơn trong ma trận chì-silica so với thủy tinh soda soda, nên trước đây hấp thụ nhiều năng lượng hơn khi bị tấn công. Điều này làm cho tinh thể chì dao động, do đó tạo ra âm thanh đặc trưng của nó. Chì cũng làm tăng khả năng hòa tan của thiếc, đồng và antimon, dẫn đến việc sử dụng nó trong men và men màu. Độ nhớt thấp của thủy tinh chì nóng chảy là lý do cho hàm lượng oxide chì cao trong các chất hàn thủy tinh.
Sự hiện diện của chì được sử dụng trong kính hấp thụ bức xạ gamma và tia X, được sử dụng trong việc che chắn bức xạ (ví dụ trong các ống tia catốt).
Bán kính ion cao của ion Pb 2+ làm cho nó bất động cao trong ma trận và cản trở sự di chuyển của các ion khác; Do đó, kính chì có điện trở cao, cao hơn khoảng hai bậc so với thủy tinh soda soda (10 8,5 so với 10 6,5 Ohm · cm, DC ở 250 °C hay 482 °F). Do đó, thủy tinh chứa chì thường được sử dụng trong các thiết bị chiếu sáng. 
| sử dụng                        | PbO (wt. %) |
| ------------------------------ | ----------- |
| Kính pha lê "pha lê"           | 18 - 38     |
| Men gốm và men thủy tinh       | 16 - 35     |
| Kính quang học chiết suất cao  | 4 - 65      |
| Che chắn bức xạ                | 2 - 28      |
| Điện trở cao                   | 20 - 22     |
| Người bán kính và chất bịt kín | 56 - 77     |

## Lịch sử
Chì có thể được đưa vào thủy tinh như là một thành phần của sự tan chảy chính hoặc được thêm vào thủy tinh không chì hoặc frit. Oxide chì được sử dụng trong thủy tinh chì có thể được lấy từ nhiều nguồn khác nhau. Ở châu Âu, galena, chì sulfide, được phổ biến rộng rãi, có thể được nung chảy để sản xuất chì kim loại. Kim loại chì sẽ được nung để tạo thành oxide chì bằng cách rang nó và cạo ra khỏi thạch cao. Trong thời trung cổ, kim loại chì có thể thu được thông qua tái chế từ các địa điểm và hệ thống ống nước La Mã bị bỏ hoang, thậm chí từ mái nhà thờ. Chì kim loại được yêu cầu về số lượng cho ly bạc, và thạch cao kết quả có thể được sử dụng trực tiếp bởi các nhà sản xuất thủy tinh. Chì cũng được sử dụng cho men chì gốm. Sự phụ thuộc lẫn nhau về vật liệu này cho thấy mối quan hệ làm việc chặt chẽ giữa thợ gốm, thợ làm kính và thợ rèn.
Kính có hàm lượng oxide chì xuất hiện lần đầu tiên ở Mesopotamia, nơi sinh của ngành công nghiệp thủy tinh. Ví dụ sớm nhất được biết đến là một mảnh thủy tinh màu xanh từ Nippur có từ năm 1400 trước Công nguyên có chứa 3,66% PbO. Thủy tinh được đề cập trong các viên đất sét từ thời Assurbanipal (668 - 631 trước Công nguyên), và một công thức cho men chì xuất hiện trong một viên thuốc Babylon năm 1700 trước Công nguyên. Một chiếc bánh sáp niêm phong màu đỏ được tìm thấy trong Cung điện Burnt tại Nimrud, từ đầu thế kỷ thứ 6 trước Công nguyên, chứa 10% PbO. Những giá trị thấp này cho thấy rằng oxide chì có thể không được thêm vào một cách có ý thức và chắc chắn không được sử dụng làm tác nhân tạo dòng chính trong kính cổ.
Thủy tinh chì cũng phát triển ở Trung Quốc thời Hán (206 trước Công nguyên - 220 sau Công nguyên). Ở đó, nó được đúc để bắt chước ngọc bích, cả cho các đối tượng nghi lễ như hình lớn và nhỏ, cũng như đồ trang sức và một loạt các tàu hạn chế. Kể từ khi thủy tinh xuất hiện lần đầu tiên vào một ngày muộn như vậy ở Trung Quốc, người ta cho rằng công nghệ này đã được đưa ra dọc theo Con đường tơ lụa bởi các thợ làm kính từ Trung Đông. Sự khác biệt về thành phần cơ bản giữa phương Tây silica- natron kính và Pha Lê độc đáo của Trung Quốc, tuy nhiên, có thể chỉ ra một sự phát triển tự trị.
Ở châu Âu thời trung cổ và đầu hiện đại, thủy tinh chì được sử dụng làm nền trong kính màu, đặc biệt là khảm tesserae, men, tranh kính màu, và đồ trang sức, nơi nó được sử dụng để bắt chước đá quý. Một số nguồn văn bản mô tả thủy tinh chì tồn tại. Vào cuối thế kỷ 11 đến đầu thế kỷ 12, Routula Diversarum Artium (Danh sách các đồ thủ công Sundry), tác giả được gọi là " Theophilus Presbyter " mô tả việc sử dụng nó như đá quý giả, và tiêu đề của một chương bị mất của tác phẩm đề cập đến việc sử dụng chì trong ly. Bút danh thế kỷ 12 "13 "Heraclius" mô tả chi tiết việc sản xuất men chì và sử dụng để vẽ cửa sổ trong tác phẩm De Coloribus et artibus Romanorum (Of Hues and Crafts of the Romans). Điều này gọi thủy tinh chì là "thủy tinh Do Thái", có lẽ cho thấy sự truyền sang châu Âu. Một bản thảo được bảo quản ở Biblioteca Marciana, Venice, mô tả việc sử dụng oxide chì trong men và bao gồm các công thức để nung chì để tạo thành oxide. Kính chì là lý tưởng phù hợp cho các tàu và cửa sổ tráng men do nhiệt độ làm việc thấp hơn so với kính rừng của cơ thể.
Antonio Neri dành cuốn sách bốn L'Arte Vetraria mình ("The Art of Glass định", 1612) để lãnh đạo kính. Trong chuyên luận có hệ thống đầu tiên này trên kính, một lần nữa ông đề cập đến việc sử dụng thủy tinh chì trong men, đồ thủy tinh và để làm giả đá quý. Christopher Merrett đã dịch nó sang tiếng Anh vào năm 1662 (The Art of Glass), mở đường cho việc sản xuất thủy tinh pha lê chì tiếng Anh của George Ravenscroft.
George Ravenscroft (1618 - 1681) là người đầu tiên sản xuất đồ thủy tinh pha lê trong suốt ở quy mô công nghiệp. Là con trai của một thương gia có quan hệ mật thiết với Venice, Ravenscroft có nguồn lực văn hóa và tài chính cần thiết để cách mạng hóa thương mại thủy tinh, đặt nền tảng từ đó nước Anh vượt qua Venice và Bohemia trở thành trung tâm của ngành công nghiệp thủy tinh trong thế kỷ thứ mười tám và mười chín. Với sự trợ giúp của các nhà sản xuất thủy tinh của Venice, đặc biệt là da Costa và dưới sự bảo trợ của Công ty thờ cúng người bán kính ở Luân Đôn, Ravenscroft đã tìm cách thay thế cho Venetian cristallo. Việc ông sử dụng đá lửa làm nguồn silica đã dẫn đến thuật ngữ thủy tinh đá để mô tả những chiếc kính pha lê này, mặc dù sau đó ông đã chuyển sang dùng cát. Lúc đầu, kính của anh có xu hướng co rúm lại, phát triển một mạng lưới các vết nứt nhỏ phá hủy tính trong suốt của nó, cuối cùng đã được khắc phục bằng cách thay thế một số dòng kali với oxide chì để tan chảy, lên đến 30%. Crizzling kết quả từ sự phá hủy mạng lưới thủy tinh bởi sự dư thừa của kiềm, và có thể được gây ra bởi độ ẩm quá mức cũng như các khiếm khuyết vốn có trong thành phần thủy tinh. Ông đã được cấp bằng sáng chế bảo vệ vào năm 1673, nơi sản xuất chuyển từ nhà kính của ông ở khu vực Savoy, London, đến nơi ẩn dật của Henley-on-Thames. Năm 1676, rõ ràng đã khắc phục được vấn đề rắc rối, Ravenscroft đã được cấp quyền sử dụng con dấu đầu của một con quạ như một sự đảm bảo về chất lượng. Năm 1681, năm ông qua đời, bằng sáng chế đã hết hạn và hoạt động nhanh chóng phát triển giữa một số công ty, trong đó vào năm 1696 hai mươi bảy trong số tám mươi tám nhà kính ở Anh, đặc biệt là ở London và Bristol, đã sản xuất thủy tinh đá chứa 30% 35% PbO.
Vào thời kỳ này, thủy tinh đã được bán theo trọng lượng, và các hình thức điển hình là khá nặng và chắc chắn với trang trí tối thiểu. Đó là thành công của nó trên thị trường quốc tế, tuy nhiên, vào năm 1746, Chính phủ Anh đã đánh thuế sinh lợi theo trọng lượng. Thay vì giảm mạnh hàm lượng chì trong kính của họ, các nhà sản xuất đã phản ứng bằng cách tạo ra các hình thức trang trí cao, nhỏ hơn, tinh tế hơn, thường có thân rỗng, được các nhà sưu tập ngày nay gọi là kính Excise. Năm 1780, Chính phủ cấp cho Ireland thương mại tự do trong thủy tinh mà không phải chịu thuế. Lao động và vốn của Anh sau đó chuyển đến Dublin và Belfast, và các xưởng thủy tinh mới chuyên về kính cắt đã được lắp đặt tại Cork và Waterford. Năm 1825, thuế được đổi mới, và dần dần ngành công nghiệp đã suy giảm cho đến giữa thế kỷ XIX, khi thuế cuối cùng được bãi bỏ.
Từ thế kỷ 18, thủy tinh chì tiếng Anh đã trở nên phổ biến khắp châu Âu, và phù hợp lý tưởng với hương vị mới cho trang trí kính cắt bánh xe được hoàn thiện trên lục địa nhờ các đặc tính tương đối mềm của nó. Tại Hà Lan, các bậc thầy khắc địa phương như David Wolff và Frans Greenwood đã quy định đồ thủy tinh nhập khẩu tiếng Anh, một phong cách vẫn còn phổ biến trong suốt thế kỷ thứ mười tám. Đó là sự phổ biến ở Hà Lan khi việc sản xuất thủy tinh pha lê chì đầu tiên bắt đầu từ đó, có lẽ là kết quả của các công nhân Anh nhập khẩu. Bắt chước pha lê chì la la façononyngleterre đã gặp khó khăn về kỹ thuật, vì kết quả tốt nhất thu được với các bình được đậy trong lò đốt than, một quy trình đặc biệt của Anh yêu cầu lò nung hình nón chuyên dụng. Đến cuối thế kỷ thứ mười tám, thủy tinh pha lê đã được sản xuất tại Pháp, Hungary, Đức và Na Uy. Đến năm 1800, pha lê chì Ailen đã vượt qua kính vôi kali trên lục địa, và các trung tâm sản xuất thủy tinh truyền thống ở Bohemia bắt đầu tập trung vào kính màu thay vì cạnh tranh trực tiếp với nó.
Sự phát triển của kính chì tiếp tục trong suốt thế kỷ XX, khi vào năm 1932, các nhà khoa học tại Corning Glassworks, bang New York, đã phát triển một loại kính chì mới có độ trong quang học cao. Điều này trở thành tâm điểm của Steuben Glass Works, một bộ phận của Corning, nơi sản xuất những chiếc bình trang trí, bát và kính theo phong cách Art Deco. Pha lê chì tiếp tục được sử dụng trong các ứng dụng công nghiệp và trang trí.

## Men chì
Các tính chất thông lượng và khúc xạ có giá trị cho thủy tinh chì cũng làm cho nó hấp dẫn như một loại men gốm hoặc gốm. Các men chì xuất hiện lần đầu tiên vào thế kỷ thứ nhất trước Công nguyên đến thế kỷ thứ nhất sau chiến tranh La Mã, và xảy ra gần như đồng thời ở Trung Quốc. Chúng có hàm lượng chì rất cao, 45 bóng60% PbO, với hàm lượng kiềm rất thấp, dưới 2%. Từ thời La Mã, chúng vẫn phổ biến qua các thời kỳ Byzantine và Hồi giáo ở Cận Đông, trên các tàu và gạch gốm khắp châu Âu thời trung cổ, và cho đến ngày nay. Ở Trung Quốc, các loại men tương tự đã được sử dụng từ thế kỷ thứ mười hai cho men màu trên đồ đá và trên đồ sứ từ thế kỷ thứ mười bốn. Đây có thể được áp dụng theo ba cách khác nhau. Chì có thể được thêm trực tiếp vào thân gốm dưới dạng hợp chất chì ở dạng huyền phù, từ galena (PbS), chì đỏ (Pb 3 O 4), chì trắng (2PbCO 3 · Pb (OH) 2) hoặc chì oxide (PbO). Phương pháp thứ hai liên quan đến việc trộn hợp chất chì với silica, sau đó được đặt trong huyền phù và áp dụng trực tiếp. Phương pháp thứ ba liên quan đến việc trộn hợp chất chì với silica, nghiền hỗn hợp, và đình chỉ và áp dụng nó. Phương pháp được sử dụng trên một tàu cụ thể có thể được suy luận bằng cách phân tích lớp tương tác giữa men và thân gốm bằng kính hiển vi.
Các men tráng men xuất hiện ở Iraq vào thế kỷ thứ tám sau Công nguyên. Ban đầu chứa 1122% PbO; vào thế kỷ thứ mười một men đã phát triển, thường chứa 20 sắt40% PbO và 5 sắt12% kiềm. Chúng được sử dụng trên khắp Châu Âu và Cận Đông, đặc biệt là trong kho của Iznik và tiếp tục được sử dụng cho đến ngày nay. Các men có hàm lượng chì thậm chí cao hơn xảy ra ở maiolica của Tây Ban Nha và Ý, với tới 55% PbO và thấp tới 3% kiềm. Thêm chì vào sự tan chảy cho phép sự hình thành oxide thiếc dễ dàng hơn trong men kiềm: oxide thiếc kết tủa thành tinh thể trong men khi nó nguội đi, tạo ra độ mờ đục.
Việc sử dụng men chì có một số ưu điểm so với men kiềm ngoài khả năng khúc xạ quang học lớn hơn. Các hợp chất chì trong huyền phù có thể được thêm trực tiếp vào cơ thể gốm. Các men kiềm trước tiên phải được trộn với silica và rán trước khi sử dụng, vì chúng hòa tan trong nước, đòi hỏi phải có thêm lao động. Một lớp men thành công không được bò, hoặc bong ra khỏi bề mặt gốm khi được làm mát, để lại các khu vực bằng gốm không tráng men. Chì làm giảm nguy cơ này bằng cách giảm sức căng bề mặt của men. Nó không được tạo thành, tạo thành một mạng lưới các vết nứt, gây ra khi sự co lại nhiệt của men và thân gốm không khớp nhau. Lý tưởng nhất là sự co lại của men nên nhỏ hơn 51515% so với sự co rút của cơ thể, vì các men mạnh hơn khi nén hơn khi căng. Một loại men chì cao có hệ số giãn nở tuyến tính trong khoảng từ 5 đến 7 × 10 6 / °C, so với 9 đến 10 × 10 6 / °C đối với các loại men kiềm. Những đồ gốm bằng đất nung khác nhau giữa 3 và 5 × 10 6 / °C đối với các vật thể không chứa vôi và 5 đến 7 × 10 6 / °C đối với đất sét vôi, hoặc những loại có chứa 15% 25% CaO. Do đó, sự co lại nhiệt của men chì phù hợp với gốm gần hơn so với men kiềm, khiến nó ít bị chảy nước. Một loại men cũng phải có độ nhớt đủ thấp để ngăn chặn sự hình thành lỗ kim khi các khí bị mắc kẹt thoát ra trong quá trình bắn, thường là giữa 900 mật1100   °C, nhưng không quá thấp để chạy đi. Độ nhớt tương đối thấp của men chì làm giảm nhẹ vấn đề này. Nó cũng có thể được sản xuất rẻ hơn so với men kiềm. Kính chì và men có một lịch sử lâu dài và phức tạp, và tiếp tục đóng vai trò mới trong ngành công nghiệp và công nghệ ngày nay.

## Pha lê

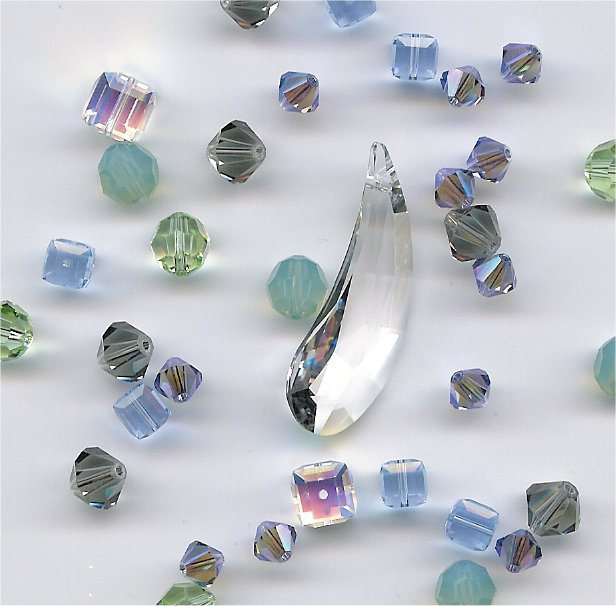
Hạt pha lê

Oxide chì được thêm vào thủy tinh nóng chảy tạo cho tinh thể chì có chỉ số khúc xạ cao hơn nhiều so với thủy tinh thường, và do đó lấp lánh lớn hơn nhiều bằng cách tăng phản xạ gương và phạm vi góc của tổng phản xạ bên trong. Thủy tinh thông thường có chiết suất n = 1,5; việc bổ sung chì tạo ra chỉ số khúc xạ lên tới 1.7. Chỉ số khúc xạ tăng cao này cũng làm tăng chỉ số tương quan của tán sắc, đo lường mức độ mà môi trường phân tách ánh sáng thành quang phổ thành phần của nó, như trong lăng kính. Sự tăng chỉ số khúc xạ này từ 1,5 đến 1,7 làm tăng đáng kể lượng ánh sáng phản xạ (theo hệ số 1,68 cho ánh sáng phản xạ theo hướng bình thường; xem phương trình Fresnel).
Trong kính cắt, đã được cắt bằng tay hoặc bằng máy với các mặt, sự hiện diện của chì cũng làm cho kính mềm hơn và dễ cắt hơn. Pha lê có thể bao gồm chì lên tới 35%, tại thời điểm đó nó có độ lấp lánh nhất.

## Vấn đề an toàn
Cố vấn chính của Bộ Y tế Công cộng California tuyên bố, "trẻ em không bao giờ nên ăn hoặc uống hết đồ pha lê có chì". Các loại rượu và bình pha lê pha lê thường không được coi là có nguy cơ nghiêm trọng đối với sức khỏe, miễn là các vật phẩm này được rửa kỹ trước khi sử dụng, đồ uống không được lưu trữ trong các thùng chứa này trong hơn một vài giờ và với điều kiện là chúng không được sử dụng cho trẻ em.   
Người ta đã đề xuất rằng sự liên kết lịch sử của bệnh gút với tầng lớp thượng lưu ở châu Âu và châu Mỹ, một phần là do việc sử dụng rộng rãi các bình pha lê chì để lưu trữ rượu vang và rượu whisky. Lin và cộng sự. có bằng chứng thống kê liên kết bệnh gút với nhiễm độc chì.
Các mặt hàng làm bằng thủy tinh chì có thể lọc chì vào thực phẩm và đồ uống có trong đó. Trong một nghiên cứu được thực hiện tại Đại học bang North Carolina,   lượng di chuyển chì đã được đo cho rượu vang cổng được lưu trữ trong bình tinh thể chì. Sau hai ngày, mức chì là 89   Tổ hợp / L (microgam trên lít). Sau bốn tháng, mức chì là từ 2.000 đến 5.000   Tổ hợp / L. Rượu vang trắng tăng gấp đôi hàm lượng chì trong vòng một giờ lưu trữ và tăng gấp ba lần trong vòng bốn giờ. Một số rượu được lưu trữ trong tinh thể chì trong hơn năm năm có mức chì khoảng 20.000   Tổ hợp / L. Để đưa điều này vào viễn cảnh, tiêu chuẩn hàng đầu của Cơ quan Bảo vệ Môi trường Hoa Kỳ đối với nước uống là 15   Tổ hợp / L, tương đương với 15 phần tỷ. Nước ép cam quýt và đồ uống có tính acid khác lọc chì từ tinh thể hiệu quả như đồ uống có cồn. Trong các điều kiện sử dụng lặp đi lặp lại của decanter, nước rỉ chì giảm mạnh khi sử dụng ngày càng tăng. Phát hiện này là "phù hợp với lý thuyết hóa học gốm, dự đoán rằng việc lọc chì từ tinh thể là tự giới hạn theo cấp số nhân như là một chức năng tăng khoảng cách từ giao diện chất lỏng tinh thể."  Sự rò rỉ chì vẫn xảy ra, nhưng lượng nước rỉ vào một ly rượu hoặc đồ uống khác để lại trong vài giờ nhỏ hơn nhiều so với lượng chì tiêu thụ hàng ngày trong chế độ ăn uống thông thường.
Một chế độ ăn bình thường chứa khoảng 70 µg chì mỗi ngày.